# Amblyeleotris fasciata
Amblyeleotris fasciata är en fiskart som först beskrevs av Herre, 1953.  Amblyeleotris fasciata ingår i släktet Amblyeleotris och familjen smörbultsfiskar. Inga underarter finns listade i Catalogue of Life.